# Bonyād Kandī
Bonyād Kandī (persiska: بنیاد کندی) är en ort i Iran.   Den ligger i provinsen Östazarbaijan, i den nordvästra delen av landet, 400 km väster om huvudstaden Teheran. Bonyād Kandī ligger 1 527 meter över havet och antalet invånare är 156.
Terrängen runt Bonyād Kandī är kuperad åt sydväst, men åt nordost är den platt. Bonyād Kandī ligger nere i en dal.Runt Bonyād Kandī är det ganska glesbefolkat, med 22 invånare per kvadratkilometer. Närmaste större samhälle är Naşīrābād-e Soflá, 13,7 km norr om Bonyād Kandī. Trakten runt Bonyād Kandī består i huvudsak av gräsmarker.